# Nikola Šenková
Nikola Šenková est une ancienne joueuse tchèque de volley-ball née le 10 avril 1989 à Šternberk. Elle mesure 1,78 m et jouait au poste de réceptionneuse-attaquante. Sa cousine Jana Šenková est également ancienne joueuse de volley-ball.

## Clubs
| Club                  | De        | À         |
| --------------------- | --------- | --------- |
| KRS Uničov            | 2001-2002 | 2001-2002 |
| SK UP Olomouc         | 2002-2003 | 2008-2009 |
| TJ Sokol Šternberk    | 2009-2010 | 2010-2011 |
| Cuatto Giaveno Volley | 2011-2012 | 2011-2012 |
| Pallavolo Ornavasso   | 2012-2013 | jan 2014  |
| New Volley Libertas   | jan 2014  | mai 2014  |
| HPK Naiset            | 2014-2015 | 2014-2015 |

## Palmarès
- Coupe de Finlande
  - Finaliste : 2014.